# شويا سوغانوما
شويا سوغانوما (باليابانية: 菅沼 駿哉) (17 مايو 1990 في تويوناكا في اليابان – )؛ هو لاعب كرة قدم ياباني سابق كان يلعب كمدافع.

## وصلات خارجية
- شويا سوغانوما على موقع رابطة كرة القدم اليابانية للمحترفين (اليابانية)
- شويا سوغانوما على موقع قاعدة بيانات كرة القدم.إي يو (الإنجليزية)
- شويا سوغانوما على موقع Soccerway.com (الإنجليزية)
- شويا سوغانوما على موقع عالم كرة القدم.نت (الإنجليزية)
- شويا سوغانوما على موقع كووورة